# Ітішпес
Ітішпес (каз. Итішпес), або Ітішпеський Алако́ль (каз. Итішпестің Алакөлі) — озеро в Казахстані, розташоване на кордоні Алматинської та Жамбильскої областей. В окремі роки може перетворюватись на затоку озера Балхаш. Має площу 230 км², однак вона істотно коливається в залежності від кількості опадів.
Ітішпес лежить біля найпівденнішої точки Балхаша в межах Балхаського району Алматинської області та Мойинкумського району Жамбильскої області, адміністративний кордон між якими проходить майже по його середині. Загалом ця водойма орієнтована з північного заходу на південний схід. Південно-західний берег Ітішпеса має згладжені обриси, посередині його перетинає тільки невеликий безіменний півострів, натомість обриси північно-східного узбережжя звивисті. На озері є п'ять островів. Глибина його в будь-якій частині не перевищує 0,5—1 м.
Джерелом живлення для Ітішпеса виступають переважно атмосферні опади і, меншою мірою, дренажні води з навколишніх територій, тому його рівень істотно коливається з року в рік. У роки зі значною кількістю опадів, коли рівень води у Балхаші підіймається вище відмітки 342,5 м обидві водойми з'єднуються. Поза цими піками Ітішпес не має стоку. Цей чинник в поєднанні з відносно великою площею і незначною глибиною обумовлює потужне випаровування, наслідком якого є підвищена солоність води. Подібно до вод Балхаша, води Ітішпеса прозорі, насичено-синього кольору.
Береги цього озера рівнинні, низькі, безлісі. Їх вкриває невибаглива трав'яна рослинність, на прибережному мілководді часто трапляються зарості рогозу. Водойма розташована у ненаселеній місцевості. Найближчі людські поселення — Бурибайтал, Балатопар, Аксуєк, Мирний — лежать практично на однаковій відстані (близько 10 км), відповідно, на північний захід, північний схід, південний схід і південний захід від Ітішпеса. Уздовж його південно-західно берега проходить автошлях М-36. Озеро не має туристичної інфраструктури, однак на його берегах іноді відпочивають самоорганізовані туристи.